# امرأة مكتوفة الذراعين (لوحة)
لوحة امرأة بأذرع مطوية (Femme aux Bras Croisés)، للفنان الإسباني بابلو بيكاسو رسمها في عام 1902 خلال الفترة الزرقاء . موضوع اللوحة غير معروف، لكنها قد تكون سجينة في سجن سان لازار في باريس. 
كرست أنتونينا فالنتين الكثير من الوقت للكتابة عن صفات هذه اللوحة، في كتابها بابلو بيكاسو. وهي تصف وجهات نظرها حول هذا الموضوع بصفتها نزيلة، حاولت الانتحار مؤخرا، والآن وهي تحدّق خالية من التعبير، في المساكين الذين وجدوا أنفسهم في سانت لازار في أوائل القرن العشرين. 

## تاريخ الملكية
اشترت جيرترود شتاين اللوحة من بيكاسو. موجودة من عام 1936 في مجموعة عائلة شونسي مكورميك، التي أقرضتها إلى معهد الفن في شيكاغو .  في عام 2000 ، بيعت في مزاد في كريستي، نيويورك ، لأكثر من 55 مليون دولار أمريكي. 

## وصف الوحة
صورة امرأة مع ذراعيها مطوية تحدق في العدم. هي النقطة المحورية للصورة وهي ببساطة ترتدي ملابس. إن لغتها الجسدية السالبة للأذرع المطوية تغلقها على الفور من التحليل بذكاء. في الواقع، تقع عين المشاهدين على تكوين الصورة. تم رسم الصورة خلال فترة «بيكاسو» الزرقاء، وتهيمن عليها ظلال من اللون الأزرق كمؤثر للحزن والغموض وتثير دسيسة. من خلال استخدام لون مسيطر على اللوحة مع القليل من التركيز على أي شيء آخر، فإن بيكاسو قادر على خلق الكثير من العواطف ببساطة بنبرة صورته. هذا بالإضافة إلى إبطال المرأة ولغة جسدها، كل ذلك يدل على الشعور بالغموض والمكائد.

## انطر أيضاً
- بابلو بيكاسو
- رسم
- رسم زيتي
- موناليزا
- مرأة عربية (لوحة مائية)